# Tyler Clary
Scott Tyler Clary (født 12. marts 1989 i Redlands) er en amerikansk svømmer.
Under Sommer-OL 2012 i London blev han olympisk mester i 200 meter ryg og satte ny olympisk rekord i finalen med 1:53.41.